# Isaria clavata
Isaria clavata är en svampart som beskrevs av Ditmar 1817. Isaria clavata ingår i släktet Isaria och familjen Cordycipitaceae.   Inga underarter finns listade i Catalogue of Life.